# Jack Murray
Jack Murray (* 31. Mai 1900 in Georgia; † 7. Februar 1961 in Los Angeles, Kalifornien) war ein US-amerikanischer Filmeditor.
Jack Murray wurde Ende der 1920er Jahre als Filmeditor aktiv. Im Laufe seines Lebens wirkte er an 59 Produktionen mit. Er arbeitete für 15 Spielfilme des Regisseurs John Ford.

## Filmografie (Auswahl)
- 1930: A Devil with Women
- 1931: Transatlantic
- 1933: Seemannsglück (Sailor’s Luck)
- 1935: Mit Volldampf voraus (Steamboat Round the Bend)
- 1935: Lockenköpfchen (Curly Top)
- 1935: Zeig’ kein Erbarmen! (Show Them No Mercy!)
- 1936: Der Gefangene der Haifischinsel (The Prisoner of Shark Island)
- 1937: Danger – Love at Work
- 1947: Befehl des Gewissens (The Fugitive)
- 1947: Bis zum letzten Mann (Fort Apache)
- 1948: Spuren im Sand (3 Godfathers)
- 1949: Der Teufelshauptmann (She Wore a Yellow Ribbon)
- 1950: Westlich St. Louis (Wagon Master)
- 1950: Rio Grande (Rio Grande)
- 1951: Tarzan und die Dschungelgöttin (Tarzan’s Peril)
- 1952: Der Sieger (The Quiet Man)
- 1953: Wem die Sonne lacht (The Sun Shines Bright)
- 1955: Keine Zeit für Heldentum (Mister Roberts)
- 1956: Der Schwarze Falke (The Searchers)
- 1958: Das letzte Hurra (The Last Hurrah)
- 1959: Der letzte Befehl (The Horse Soldiers)
- 1960: Der schwarze Sergeant (Sergeant Rutledge)
- 1961: Der Mann mit der stählernen Klaue (The Steel Claw)
- 1961: Zwei ritten zusammen (Two Rode Together)